# Eleodiphaga
Eleodiphaga – rodzaj muchówek z rodziny rączycowatych (Tachinidae).

## Wybrane gatunki
- E. caffreyi Walton, 1918[1]
- E. martini Reinhard, 1937[1]
- E. pollinosa Walton, 1918[1]